# Lega delle Dieci Giurisdizioni

Stemma della Lega delle Dieci Giurisdizioni

La Lega delle Dieci Giurisdizioni venne fondata l'8 giugno 1436, tra le giurisdizioni che appartenevano fino a quel momento al contado di Toggenburgo.

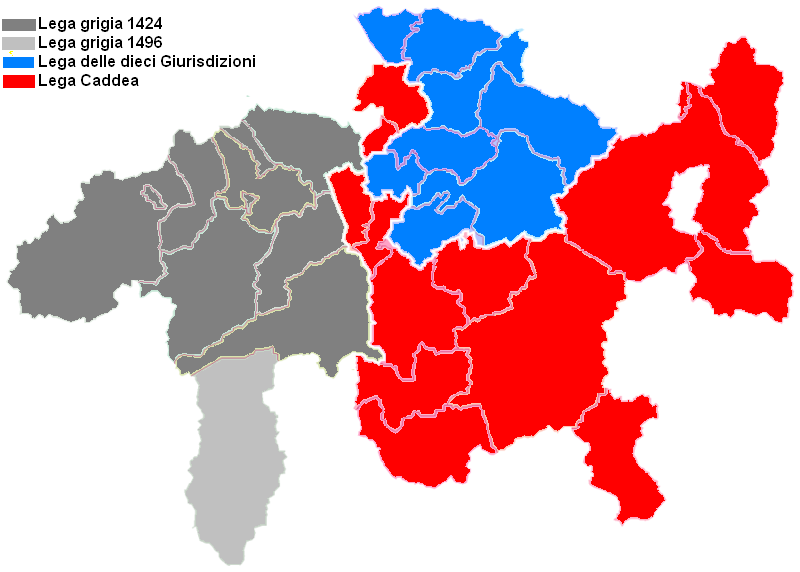
Tre leghe grigioni

## Storia
Alla morte dell'ultimo conte di Toggenburg avvenuta il 30 aprile del 1436 e con il timore che con la spartizione del contado per motivi ereditari, la regione venisse divisa, queste comunità solennemente si giurarono reciproco aiuto e solidarietà. 
L'inizio del patto porta queste parole Noi, le undici Giurisdizioni, cioè: Giurisdizione e popolo di Davos, terra e Giurisdizione di Klosters, Castiel, Schiers, la Giurisdizione di Schiers, Malans, Maienfeld, terra e popolo di Belfort, di Churwalden, dello Schanfigg Anteriore e di Langwies, rendiamo noto a tutti quelli che leggono questo documento, o che lo sentono leggere, che noi abbiamo giurato di assisterci a vicenda con la vita e con i nostri beni. Nessuna Giurisdizione deve fare patto o lega senza che le altre lo sappiano e siano d'accordo. 
Nel testo figurano undici giurisdizioni, in quanto quella di Schiers, che viene riportata due volte era divisa in due distinte entità politiche, una già libera e l'altra soggetta ai canonici di Coira. In seguito essi riuscirono a riscattarsi da Coira e ad integrarsi nei comuni di Schiers e Seewis. 
L'alleanza fu il risultato della volontà dei singoli comuni, senza la partecipazione di signori feudali, vi fu comunque il consenso di Elisabeth von Matsch, vedova di Friedrich VII. 
Nonostante questa alleanza non fu possibile in seguito evitare la suddivisione del territorio. Ai conti von Monfort passò la maggior parte del territorio, ai conti von Matsch la Prettigovia anteriore, ai baroni von Brandis Maienfeld e Malans. I von Matsch nel 1470 acquistarono i possedimenti dei conti von Monfort per poi rivenderli nel 1477 ai duchi d'Austria. L'Austria li riuni in un unico baliaggio, detto delle otto giurisdizioni. Esso era amministrato da un balivo che risiedeva nella fortezza di Castels presso Luzein. 
La signoria di Maienfeld venne ceduta nel 1509 alle Tre Leghe (Lega Grigia, Lega Caddea, Lega delle Dieci Giurisdizioni) che ne fecero un loro baliaggio. Quindi, Maienfeld si trovò nella strana situazione di partecipare indirettamente, essendo membro della Lega delle Dieci Giurisdizioni, alle deliberazioni su se stessa. 
Ampia autonomia era data dall'Austria al baliaggio per quanto riguardava l'amministrazione e la politica locale, mentre continuava ad amministrare l'alta giustizia e la riscossione di tributi. L'alleanza tra le tre leghe le vede operare militarmente fin dal 1486 e adottare un'unica costituzione nel 1524. 
A differenza delle altre due essendo un baliaggio austriaco non ottenne lo statuto di Paese alleato della Confederazione. Ma strinse alleanze con il Vallese nel 1600, con Berna nel 1602 e con Zurigo nel 1607. Solo nel 1652 al completo riscatto dei diritti nei confronti dell'Austria, la Lega delle Dieci Giurisdizioni fece parte a pieno titolo del Libero Stato delle Tre Leghe.